# Мелкитска гркокатоличка црква
Мелкитска гркокатоличка црква (арапски: كنيسة الروم الملكيين الكاثوليك, Канисат ар-Рум ал-Малакијјин ал-Катулик; грчки: грч. Μελχιτική Ελληνική Καθολική Εκκλησία; латински: Ecclesiae Graecae Melkitae Catholicae) или Мелкитска Византијска католичка црква, је источно-католичка црква у пуној заједници са Светом Столицом као део светске Католичке цркве. На њеном је челу патријарх Јусеф Абси са седиштем у катедрали Успења Богородице у Дамаску, у Сирији. Мелкити, католици византијског обреда, воде своју историју од раних хришћана у Антиохији, некада делу Сирије, а сада у Турској, из 1. века нове ере, где је хришћанство проповедао свети Петар.
Мелкитска црква је сродна грчкој православној цркви у Антиохији. Углавном је концентрисан у Сирији, Либану, Јордану, Израелу и Палестини. Мелкитски гркокатолици су присутни, међутим, широм света путем миграција услед прогона. Изван Блиског истока, Мелкитска црква се такође проширила мешовитим браковима и преобраћењем људи различитог етничког наслеђа, као и трансритуализмом. Тренутно постоји око 1,6 милиона чланова широм света. Иако се литургијске традиције византијског обреда Мелкитске гркокатоличке цркве деле са традицијама православља, црква је званично део Католичке цркве од потврде њеног јединства са Светом столицом у Риму 1724. године.